# Horní Studénky
Horní Studénky (in tedesco Studinke) è un comune della Repubblica Ceca facente parte del distretto di Šumperk, nella regione di Olomouc.